# Siv Lunde
Siv Lunde z d. Bråten (ur. 31 grudnia 1960 w Drangedal) – norweska biathlonistka, wielokrotna medalistka mistrzostw świata

## Kariera
Pierwszy sukces osiągnęła w 1984 roku, podczas mistrzostw świata w Chamonix. Wspólnie z Sanną Grønlid i Gry Østvik zdobyła tam srebrny medal w sztafecie. Był to pierwszy w historii medal dla Norwegii w tej konkurencji. Wynik ten Norweżki w tym samym składzie powtórzyły na mistrzostwach świata w Egg rok później. Kolejne dwa medale wywalczyła podczas mistrzostw świata w Falun w 1986 roku. Najpierw zajęła drugie miejsce w biegu indywidualnym, plasując się między Evą Korpelą ze Szwecji i kolejną Norweżką - Sanną Grønlid. Parę dni później, razem z Grønlid i Anne Elvebakk zajęła trzecie miejsce w sztafecie. Ostatni medal zdobyła na mistrzostwach świata w Lahti w 1987 roku, gdzie wspólnie z Grønlid i Elvebakk ponownie była trzecia w sztafecie.
W zawodach Pucharu Świata zadebiutowała 4 marca 1983 roku w Lappeenranta, zajmując piąte miejsce w biegu indywidualnym. Tym samym już w debiucie zdobyła pierwsze punkty. Pierwszy raz na podium zawodów pucharowych stanęła dzień później w tej samej miejscowości, kończąc rywalizację w sprincie na drugiej pozycji. Rozdzieliła tam dwie reprezentantki Finlandii: Aino Kallunki i Ailę Flyktman. W kolejnych startach jeszcze siedem razy stawała na podium zawodów tego cyklu, odnosząc jedno zwycięstwo: 3 marca 1985 roku w Lahti wygrała w sprincie. Najlepsze wyniki osiągnęła w sezonie 1982/1983, kiedy zajęła drugie miejsce w klasyfikacji generalnej, za Gry Østvik.
Czterokrotnie triumfowała w mistrzostwach Norwegii.
Po zakończeniu kariery została nauczycielką wychowania fizycznego oraz trenerką.
Jej mężem od 1986 roku jest były biathlonista, Ola Lunde, z którym ma córkę Ingeborg Lunde.

## Osiągnięcia

### Mistrzostwa świata
| Rok  | Miejscowość | Konkurencje | Konkurencje | Konkurencje | Konkurencje | Konkurencje | Konkurencje | Konkurencje |
| Rok  | Miejscowość | IN          | SP          | PU          | MS          | RL          | MR          | SR          |
| ---- | ----------- | ----------- | ----------- | ----------- | ----------- | ----------- | ----------- | ----------- |
| 1984 | Chamonix    | 6.          | 6.          | nd.         | nd.         | 2.          | nd.         | –           |
| 1985 | Egg         | 7.          | 12.         | nd.         | nd.         | 2.          | nd.         | –           |
| 1986 | Falun       | 2.          | 7.          | nd.         | nd.         | 3.          | nd.         | –           |
| 1987 | Lahti       | 6.          | 5.          | nd.         | nd.         | 3.          | nd.         | –           |

### Puchar Świata

#### Miejsca w klasyfikacji generalnej
| Sezon     | Miejsce |
| --------- | ------- |
| 1982/1983 | 2.      |
| 1983/1984 | 4.      |
| 1984/1985 | ?       |
| 1985/1986 | ?       |
| 1986/1987 | ?       |

#### Miejsca na podium w zawodach chronologicznie
| Lp. | Dzień       | Rok  | Miejscowość  | Konkurencja                | Lokata | Pudła | Czas biegu | Strata  | Zwycięzca     |
| --- | ----------- | ---- | ------------ | -------------------------- | ------ | ----- | ---------- | ------- | ------------- |
| 1.  | 5 marca     | 1983 | Lappeenranta | Sprint na 7,5 km           | 2.     | 2     | 25:23,0    | +1:10,0 | Aino Kallunki |
| 2.  | 6 stycznia  | 1984 | Falun        | Bieg indywidualny na 15 km | 2.     | 1+0+1 | 40:53,8    | +41,3   | Gry Østvik    |
| 3.  | 19 stycznia | 1984 | Ruhpolding   | Bieg indywidualny na 15 km | 2.     | ?     | ?          | ?       | Mette Mestad  |
| 4.  | 21 stycznia | 1984 | Ruhpolding   | Sprint na 7,5 km           | 3.     | ?     | ?          | ?       | Gry Østvik    |
| 5.  | 10 marca    | 1984 | Lygna        | Bieg indywidualny na 15 km | 2.     | 2     | 52:00,0    | +2:19,0 | Sanna Grønlid |
| 6.  | 1 marca     | 1985 | Lahti        | Bieg indywidualny na 15 km | 2.     | 0+1+0 | 42:42,8    | +39,6   | Sanna Grønlid |
| 7.  | 3 marca     | 1985 | Lahti        | Sprint na 7,5 km           | 1.     | ?     | 22:23,9    | –       | –             |
| 8.  | 14 lutego   | 1986 | Falun        | Bieg indywidualny na 15 km | 2.     | 0+0+0 | 37:46,9    | +1:00,4 | Eva Korpela   |